# Eckhard Oelke

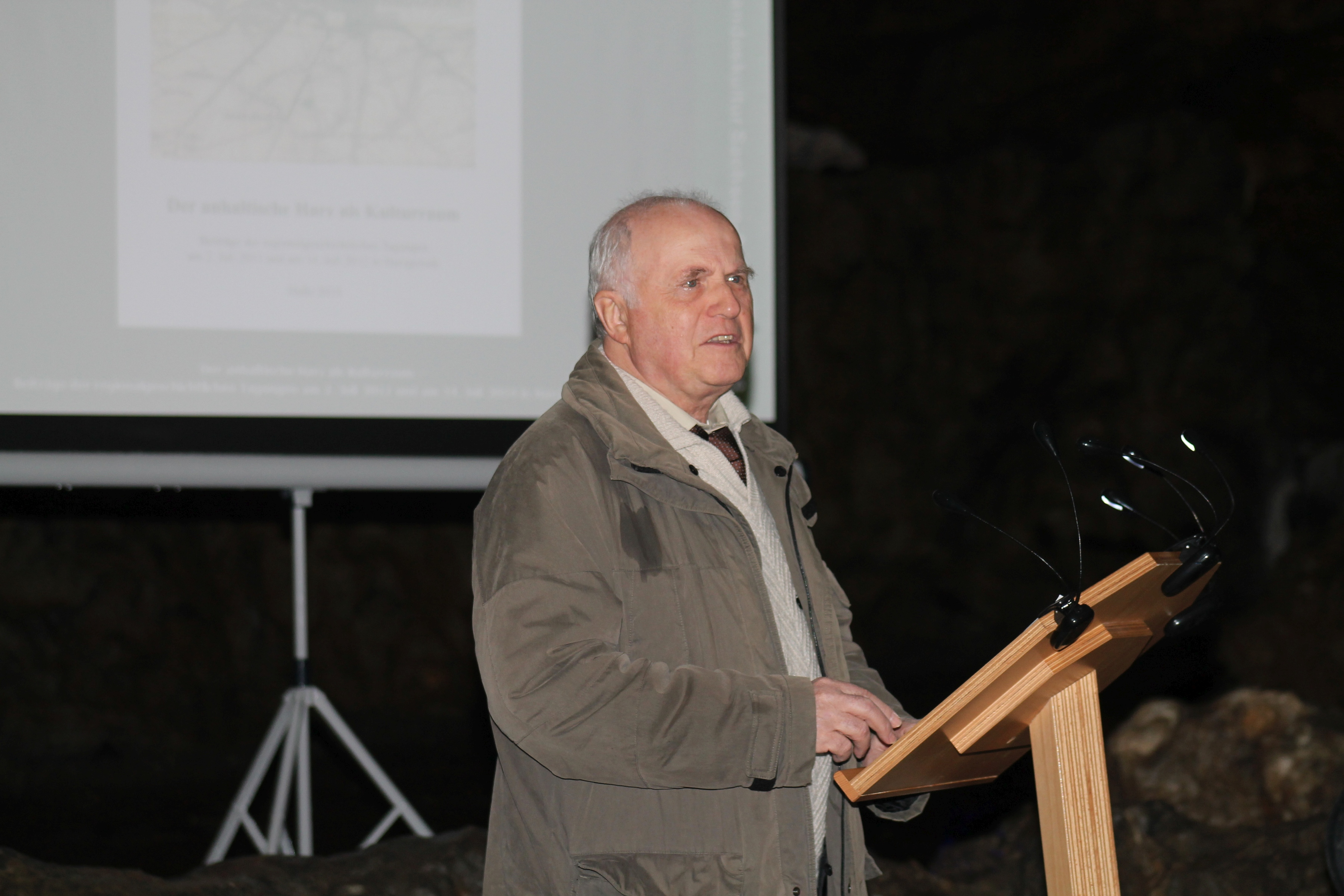
Eckhard Oelke, 2015

Eckhard Oelke (* 25. Oktober 1936 in Johannisburg) ist ein deutscher Geograph.
Eckhard Oelke studierte von 1954 bis 1959 Geographie und Geschichte an der Martin-Luther-Universität Halle-Wittenberg. Anschließend arbeitete er ein Jahr als Lehrer in Pasewalk und 1960 wurde er Assistent an der Universität in Halle (Saale). 1979 legte er dort die Dissertation B vor und war anschließend als Professor tätig.

## Werke (Auswahl)
- Glück Auf! Bergbau und Bergbauregionen in Sachsen-Anhalt. Exkursionsführer. MDV Verlag, Halle 2002.
- mit Elmar Hebestedt: Alte Hütten an der Selke. In: Der Anschnitt. Band 59, Nr. 6, 2007, S. 194 f.
- Die früheren Hütten im anhaltischen Harz, in: Der anhaltische Harz als Kulturraum. Beiträge der regionalgeschichtlichen Tagungen am 2. Juli 2011 und am 14. Juli 2012 in Harzgerode, Halle 2014

| Personendaten    | Personendaten      |
| ---------------- | ------------------ |
| NAME             | Oelke, Eckhard     |
| KURZBESCHREIBUNG | deutscher Geograph |
| GEBURTSDATUM     | 25. Oktober 1936   |
| GEBURTSORT       | Johannisburg       |